# 미야모토 마사오
미야모토 마사오(일본어: 宮本 正男, 1913년 ~ 1989년)는 일본의 에스페란티스토이다.

## 생애
1913년 1월 8일 와카야마에서 태어났다. 1934년 에스페란토를 배웠고, 일본 좌익 에스페란토 단체에 가입하였다. 전쟁 중 여러번 정치범으로 감금되었고, 전후에는 미국 군정에 의하여 오카나와에 전쟁 포로로 감금되었다.
1950년대에 미야모토는 일본공산당이 소비에트 연방을 지지하는 것에 반대하여 일본공산당을 탈퇴하였다. 고베 대학교 외국어학과에서 강사로 일했고, 에스페란토를 가르쳤다.
1973년 일본 에스페란토 협회 오사카 겐지 상(일본어: 小坂賞, 에스페란토: Ossaka Premio)을 수상하였다. 1983년에는 《에스페란토-일본어 사전》(일본어: エスペラント日本語辞典)을 일본 에스페란토 협회를 통해 출판하였다. 1986년부터 사망할 때가지 에스페란토 학술회의 회원으로 있었다.
1989년 오사카에서 사망하였다.

## 저서
- Kanto de l’koro (1955)
- Japana kvodlibeto (parto, 1965)
- Pri arto kaj morto (noveloj, 1967)
- Invit’ al japanesko (originala poemaro, 1971)
- Historieto de la japana Esperanto-movado (originalo, 1975)
- Naskitaj sur la ruino: Okinavo (originala romano, 1976)
- Sarkasme kaj entuziasme (eseoj, 1979)
- Skiza historio de la utao (eseo, 1979)
- La morta suito (originala biografia romano, 1984)
- 「エスペラント詩人宮澤賢治」(1969년, 後に『校本・宮澤賢治全集・資料第二』に収録)
- 《反体制エスペラント運動史》(1판 1974년, 2판 1987년、大島 義夫 공저, 三省堂)
- 《沖縄戦に生き残る》(1984년, 小川町企画出版)
- 《신 에스페란토-일본어 사전》(일본어: 新選エス和辞典, 에스페란토: Nova vortaro Esperanto-japana, 1963년, 貫名美隆と共著、日本エスペラント学会)
- 《에스페란토-일본어 사전》(일본어: エスペラント日本語辞典, 에스페란토: Vortaro Japana-Esperanta, 1983년, 日本エスペラント学会)
- 《エロシェンコ短編集》(1970년, 大学書林, エスペラント原作作品の日本語対訳書)
- 《現代人のエスペラント: 輪読12カ月 (春・夏の巻)》(1969년, 読本の編集と注釈)
- 《現代人のエスペラント: 輪読12カ月 (秋・冬の巻)》(1977년, 読本の編集と注釈)